# Six Feet Under (album)
Six Feet Under is het eerste soundtrackalbum van de televisieserie Six Feet Under, uitgegeven op 5 maart 2002 door Universal Music.

## Nummers
1. Thomas Newman, "Six Feet Under: Themalied" (1:36)
2. Lamb, "Heaven" (4:58)
3. Stereo MC's, "Deep Down & Dirty" (4:22)
4. Peggy Lee, "I Love Being Here With You" (2:44)
5. PJ Harvey, "One Time Too Many" (2:52)
6. The Beta Band, "Squares" (3:44)
7. Zero 7, "Distractions" (5:16)
8. Shuggie Otis, "Inspiration Information" (4:10)
9. The Dining Rooms, "Pure & Easy" (4:34)
10. Craig Armstrong & Paul Buchanan, "Let's Go Out Tonight" (6:02)
11. Classics IV, "Spooky" (2:50)
12. The Dandy Warhols, "Bohemian like you" (3:28)
13. Orlando Cachaito Lopez, "Mis Dos Pequeñas" (4:04)
14. The Devlins, "Waiting" (Tom Lord-Alge Remix) (4:51)
15. Thomas Newman, "Six Feet Under: Themalied" (Rae & Christian Remix) (5:19)
16. Thomas Newman, "Six Feet Under: Themalied" (Photek Remix) (5:08)
17. Julie London, "Yummy Yummy Yummy" (2:56)